# Аверкиева, Елена Ивановна
Еле́на Ива́новна Прушаке́вич (по мужу Аве́ркиева; 1850, Архангельск — 1918, Саратов) — революционерка, народница.

## Биография
Елена Ивановна Прушакевич родилась около 1850 года в семье ссыльного поляка, дослужившегося до коллежского асессора в городе Архангельске Архангельской губернии, ныне город — административный центр Архангельской области.
Училась в Архангельской гимназии, которую, возможно, не окончила.
В 1873 году отбывавший ссылку в Архангельске Порфирий Войнаральский пригласил работать наборщицами в подпольную типографию Елену Прушакевич, её сестру Юлию, Ефрузину Супинскую, Елизавету Ермолаеву и Ларису Зарудневу. В декабре 1873 года они приехали в Москву, поселились в номерах Кокорева и стали работать в типографии народника Ипполита Мышкина. Они входили в московский кружок, организованный Войнаральским, и предложили Мышкину печатать запрещенные книги. Они переселились в дом, где располагалась типография. За короткий срок напечатали: «Историю французского крестьянина», прокламацию «Чей-то братцы», выдержки из журнала «Вперёд!», а также 40-50 бланков паспортов.
В конце мая 1874 года приехала с сестой в Саратов с отпечатанными листами и занялась в мастерской И. Пельконена их фальцовкой и брошюровкой. Арестована 31 мая (12 июня)  1874 года во время обыска в мастерской Пельконена. С 20 января (1 февраля)  1875 года по 2 (14) мая 1875 года содержалась в тюрьме Трубецкого бастиона Петропавловской крепости, затем в Доме предварительного заключения. 5 (17) мая 1877 года предана суду Особого присутствия Правительствующего сената по обвинению в принадлежности к противозаконному сообществу и в печатании и в распространении сочинений, «возбуждающих к бунту и к явному неповиновению власти верховной» (Процесс ста девяноста трёх). За отказ отвечать на вопросы суда удалена 15 (27) ноября 1877 года из зала заседаний. 23 января (4 февраля)  1878 года признана виновной и приговорена к лишению всех прав состояния и к каторжным работам на заводах на четыре года, причём суд ходатайствовал о замене последних ссылкойв Тобольскую губернию. По Высочайшему повелению 11 (23) мая 1878 года ходатайство суда удовлетворено. Перед отправлением в Сибирь содержалась в Литовском замке, откуда отправлена 19 (31) августа 1878 года.
Жила в городе Кургане Курганского округа Тобольской губернии вместе с мужем Александром Аверкиевым. Муж вместе с ссыльным И. Ф. Белявским организовал кузницу, а также занимался ремонтом швейных машин.
В 1883 или 1887 году Аверкиева вместе с мужем за содействие побегам политических (бежали С. А. Иванов, Н. Толузаков и Л. В. Чемоданова) и «вредное влияние» на ссыльных была переведена в город Сургут Сургутского округа Тобольской губернии. В феврале 1888 года участвовала в с. Юганском Сургутского округа в коллективном протесте ссыльных против действий губернатора; обыскана 22 мая (3 июня)  1888 года. В 1889 году, по постановлению Особого совещания переведена в с. Кондинское Берёзовского округа Тобольской губернии.
В 1891 году Аверкиева было разрешено свободное жительство в Сибири. В 1893 году за окончанием срока она была освобождена от гласного надзора, но по распоряжению Департамента полиции от 29 января (10 февраля)  1893 года подчинена надзору негласному.
Получила право возвратиться в пределы Европейской России с ограничением места жительства; жила под надзором в Саратове. Арестована 3 (16) апреля 1902 года по делу Василевского и содержалась в Саратовской тюрьме, а в июне 1902 года отправлена в Санкт-Петербург. С 15 (28) июня 1902 года по 11 (24) января 1903 года содержалась в тюрьме Трубецкого бастиона Петропавловской крепости. Привлечена к дознанию по обвинению в принадлежности к саратовской группе социалистов-революционеров. В феврале 1903 года из Санкт-Петербурга приехала Саратов, а оттуда в Самару. В Самаре она очутилась потому, что из Саратова, где находилась под надзором, попросили убраться. Саратов в те годы считался гнездом нелегальщины.
По Высочайшему повелению 2 (15) июня 1904 года выслана под гласный надзор полиции в Архангельскую губернию на 5 лет.
Елена Ивановна Аверкиева умерла от инсульта в 1918 году в городе Саратове Саратовской губернии, ныне город — административный центр Саратовской области. Причиной смерти стало известие о гибели сына, служившего в Рабоче-крестьянской Красной Армии.

## Семья
- Дед Антон Иосифович Прушакевич, поляк.
- Отец Иван Антонович Прушакевич, ссыльный поляк, дослужившийся до коллежского асессора.
  - Сестра Юлия (1848—1885, от туберкулёза), вместе с сестрой работали в типографиях Мышкина и Пельконена и были арестованы. 2 (14) мая 1875 года была освобождена из Петропавловской крепости на поруки мужа А. П. Семёнова и вместе с ним скрылась за границу. В сентябре 1878 года вернулась в Россию и была сослана в Вологодскую губернию. В 1880 году ей разрешили жить в Санкт-Петербурге.
- Брат Пётр Прушакевич (1861—?), служил писцом в Архангельском губернском правлении. В октябре 1877 года подозревался в передаче в Архангельскую тюрьму запрещенных книг арестованному Успенскому. Привлечен к дознанию, производившемуся при Архангельском жандармском управлении.
- Муж Александр Николаевич Аверкиев (1851 — до 1904), из дворян Самарской губернии. В 1874 году арестован по делу о незаконной пропаганде, в 1876 году освобождён из-за недостатка улик. Организовал нелегальную типографию и в апреле 1878 года арестован. В 1878 году женился на Елене Прушакевич. В семье семеро детей.
  - Дочери Ольга (ок. 1880—?), Любовь (ок. 1882—?), Вера (13 (25) июня 1884 года —?, в замужестве Талалаева; в 1934 году за партийную принадлежность к эсэрам, а также деятельность во Всесоюзном обществе бывших политкаторжан и ссыльнопоселенцев, была отправлена в ссылку в Сургут), Надежда, Анна, Нина.
  - Сын Борис Александрович Аверкиев (?—1918).